# Evadale
Evadale è un census-designated place degli Stati Uniti d'America situato nella contea di Jasper dello Stato del Texas.
La popolazione era di 1.483 persone al censimento del 2010.

## Geografia fisica
Evadale è situata a 30°21′13″N 94°03′55″W (30.353492, -94.065332).
Secondo lo United States Census Bureau, ha un'area totale di 17,7 miglia quadrate (46 km²), di cui 17,0 miglia quadrate (44 km²) di terreno e 0,7 miglia quadrate (1,8 km², 3.73%) d'acqua.

## Società

### Evoluzione demografica
Secondo il censimento del 2000, c'erano 1.430 persone, 537 nuclei familiari e 407 famiglie residenti nella città. La densità di popolazione era di 83,9 persone per miglio quadrato (32,4/km²). C'erano 591 unità abitative a una densità media di 34,7 per miglio quadrato (13,4/km²). La composizione etnica della città era formata dal 98,95% di bianchi, lo 0,07% di nativi americani, lo 0,42% di altre razze, e lo 0,56% di due o più etnie. Ispanici o latinos di qualunque razza erano l'1,82% della popolazione.
C'erano 537 nuclei familiari di cui il 36,5% aveva figli di età inferiore ai 18 anni, il 64,2% aveva coppie sposate conviventi, l'8,8% aveva un capofamiglia femmina senza marito, e il 24,2% erano non-famiglie. Il 20,9% di tutti i nuclei familiari erano individuali e il 9,5% aveva componenti con un'età di 65 anni o più che vivevano da soli. Il numero di componenti medio di un nucleo familiare era di 2,66 e quello di una famiglia era di 3,10.
La popolazione era composta dal 29,1% di persone sotto i 18 anni, l'8,0% di persone dai 18 ai 24 anni, il 28,3% di persone dai 25 ai 44 anni, il 22,5% di persone dai 45 ai 64 anni, e il 12,1% di persone di 65 anni o più. L'età media era di 34 anni. Per ogni 100 femmine c'erano 95,4 maschi. Per ogni 100 femmine dai 18 anni in giù, c'erano 92,8 maschi.
Il reddito medio di un nucleo familiare era di 30.781 dollari e quello di una famiglia era di 36.813 dollari. I maschi avevano un reddito medio di 33.438 dollari contro i 18.333 dollari delle femmine. Il reddito pro capite era di 13.906 dollari. Circa il 12,7% delle famiglie e il 15,6% della popolazione erano sotto la soglia di povertà, incluso il 19,7% di persone sotto i 18 anni e l'11,8% di persone di 65 anni o più.